# Río Hongshui
El río Hongshui (en chino, 红水河; pinyin, Hongshui hé; literalmente, ‘río rojo’) es un importante río de la región autónoma Zhuang de Guangxi, en el sur de la República Popular China. Es uno de los principales ríos de la cuenca del río Xi, que a su vez es uno de los principales afluentes del río de las Perlas.
Convencionalmente, se considera que el río Honghsui se forma por la unión de los ríos Beipan y Nanpan (Beipanjiang y Nanpanjiang, que quieren decir, 'norte [y sur] del río Pan') en la frontera de Guizhou-Guangzi. Desde allí, fluye en dirección sureste. En Laibin, ciudad-prefectura de la región autónoma de Guangxi, se une al río Liu, que llega desde el norte, dando lugar al río Qian, que continúa hacia el este, hasta desembocar en el río Xi.
El Hongshui cuenta con 10 grandes presas, que fueron proyectos de importancia para el desarrollo nacional del gobierno chino, que suministran energía eléctrica y permiten el control de las inundaciones.
La longitud del río (sin incluir los ríos Beipan y Nánpan) es de 638 km, la zona de descarga o cuenca es de 33 200 km², el flujo promedio anual de 696 hm³, la precipitación anual es de 1200 mm. Considerando el sistema Hongshui—Nanpan, la longitud es de 1552 km y la cuenca de 138 340 km².

## Curso del río

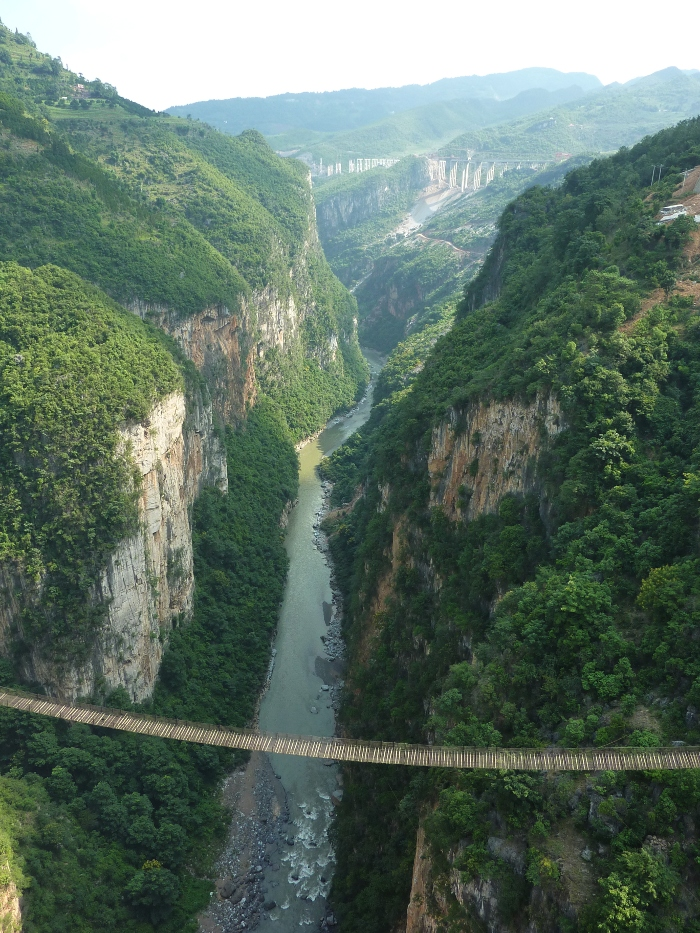
Vista del río Beipan, afluente del curso superior del Hongshui

El río Hongshui se forma por la confluencia de los ríos Nanpan y Beipan. Este último río, que se considera el curso superior del Hongshui, tiene su nacimiento en las montañas Maxiong. El curso del río después de aa confluencia tiene 659 km de longitud. Primero toma dirección noreste y luego su curso se dirige gradualmente hacia el sureste, pasando por el norte. Después de pasar por los Condados de Wangmo,  Luodian,  Tian’e, Donalan y Laibin, el río desemboca en el río Quing en Sanjiangkou. El Hongshui es uno de los principales afluentes del río Xi, a su vez un afluente del río de las Perlas.

## Cuenca hidrográfica
La cuenca hidrográfica del Hongshui tiene una superficie de  138 340 km² e irriga el sur de la provincia de Guizhou, el sureste de la provincia de Yunnan, el oeste de la provincia de Guangxi así como la zona fronteriza del norte de Vietnam. La cuenca está íntegramente ubicada en una región cálida y húmeda orientada a la agricultura. Las principales producciones agrícolas son el arroz con cáscara, el maíz y la caña de azúcar. Las montañas representan el 76% del territorio, las colinas el 20% y las llanuras el 4%.

## Principales afluentes
El Hongshui tiene los siguientes afluentes:
- Nanpan, fuente, de 914 km y una cuenca de 56 880 km²;
  - Qu, de 198 km y una cuenca de 4105 km²;
  - Lu, de 136 km y una cuenca de 4342 km²;
  - Huangnihe, de 278 km y una cuenca de 8158 km²;
- Beipan,  fuente, de 444 km y una cuenca de 26 590 km²;
- Meng, de 241 km y una cuenca de 8607 km²;
- Caoduhe, de 235 km y una cuenca de 5843 km²;
- Diao, de 237 km y una cuenca de 3604 km²;
- Qing, de 189 km y una cuenca de 4067 km².

## Caudal y régimen
El clima de tipo subtropical genera abundantes precipitaciones, cuya cantidad media anual se sitúa entre 1100 y 1300 mm en Yunnan y Guizhou y entre 1500 y 1800 mm en Guangxi. Las precipitaciones más intensas se observan en las montañas Daming, en el curso inferior. Estas precipitaciones se concentran en el periodo mayo a octubre donde recibe el 80% del total anual. El caudal medio anual en la estación de Shilongkou es de 2151 m³/s. Durante un período de 32 años (1952-1984), el caudal máximo en la estación de Qianjiang (95% de la cuenca) alcanzó un valor de 17 600 m³/s y un mínimo de 222 m³/s.

## Ocupación humana
Las principales ciudades de la cuenca de Hongshui son Duwu, Wenxian, Diechang, Nanping, Dahua y Laibin.

## Acondicionamientos
El Hongshui y sus afluentes son una de las principales fuentes de generación de energía hidroeléctrica de China. Hay más de diez presas con una capacidad total de almacenamiento superior a 38 500 hm³ en el Hongshui y su tramo superior, el río Nanpan.:
- presa de Longtan, con un embalse de una capacidad de 27,2 hm³,  y una potencia eléctrca instalada de 6,4 MW. inaugurado en 2009;
- presa de  Yantan, con un embalse de una capacidad de 1,05 hm³, inaugurado en 1992;
- presa del Bailongtan, con un embalse de una capacidad de 4,7 hm³,  inaugurado en 1996;
- presa del  Letan, con un embalse de una capacidad de 46 hm³,  inaugurado en 2006;
- presa del  Qiaogong, con un embalse de una capacidad de 27 hm³,  inaugurado en 2006;
- presa del  Dumu, con un embalse de una capacidad de 100 hm³,  inaugurado en 2008;
- presa de Dalongdong, con un embalse de una capacidad de 151,106 hm³ inaugurado en 1960;
- presa de Dahua, con un embalse de una capacidad de 960 hm³, inaugurado en 1960;

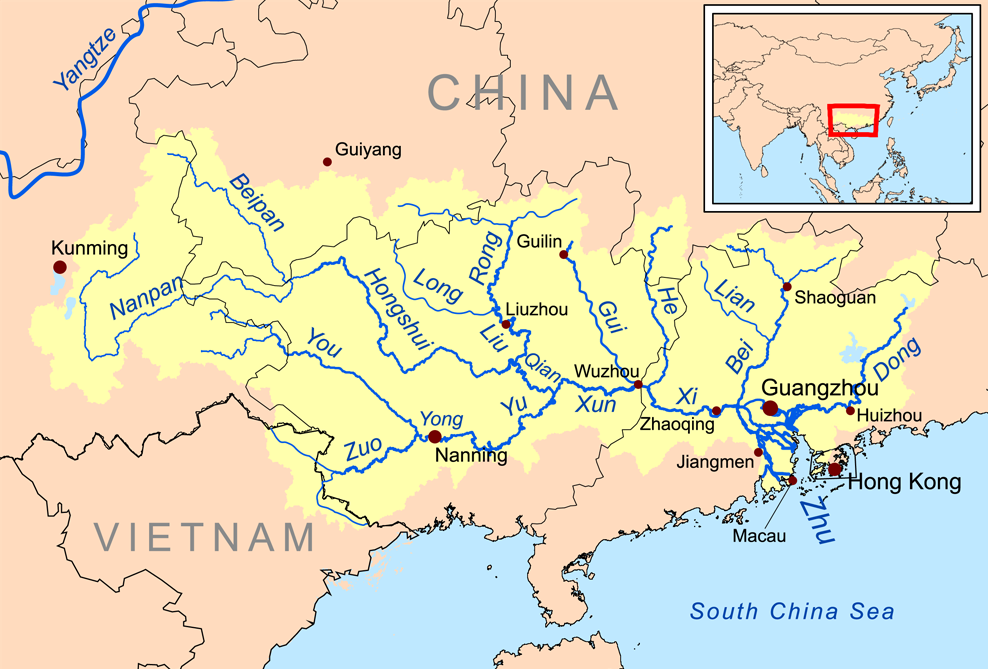
Cuenca hidrográfica del río de las Perlas (en amarillo).